# Skoki do wody na Letnich Igrzyskach Olimpijskich 1932 – skoki z trampoliny kobiet
Konkurs skoków do wody z trampoliny 3 m kobiet podczas Letnich Igrzysk Olimpijskich 1932 rozegrany został 10 sierpnia 1932 r. Zawody odbyły się w Olympic Park Swimming Stadium w Los Angeles.

## Wyniki
Rozegrano tylko rundę finałową. Każda z zawodniczek oddawała 6 skoków: 3 obowiązkowe i 3 dowolne.
| Pozycja | Zawodniczka                | Kraj              | Skok  | Skok  | Skok  | Skok  | Skok  | Skok  | Łącznie |
| Pozycja | Zawodniczka                | Kraj              | #1    | #2    | #3    | #4    | #5    | #6    | Łącznie |
| ------- | -------------------------- | ----------------- | ----- | ----- | ----- | ----- | ----- | ----- | ------- |
| złoto   | Georgia Coleman            | Stany Zjednoczone | 11,48 | 12,80 | 13,94 | 16,00 | 18,48 | 14,82 | 87,52   |
| srebro  | Katherine Rawls            | Stany Zjednoczone | 11,48 | 12,16 | 14,62 | 14,80 | 16,20 | 13,30 | 82,56   |
| brąz    | Jane Fauntz                | Stany Zjednoczone | 11,20 | 13,12 | 14,96 | 15,20 | 12,16 | 15,48 | 82,12   |
| 4.      | Olga Jensch-Jordan         | Niemcy            | 8,96  | 11,84 | 12,58 | 15,20 | 14,96 | 14,06 | 77,60   |
| 5.      | Doris Ogilvie              | Kanada            | 9,80  | 11,52 | 9,52  | 12,96 | 12,60 | 13,60 | 70,00   |
| 6.      | Magdalene Epply-Staudinger | Austria           | 7,84  | 11,52 | 9,86  | 11,88 | 10,00 | 12,60 | 63,70   |
| 7.      | Etsuko Kamakura            | Japonia           | 9,52  | 11,20 | 7,48  | 13,30 | 10,64 | 8,64  | 60,78   |
| 8.      | Ingrid Larsen              | Dania             | 7,56  | 12,48 | 6,46  | 9,00  | 12,96 | 8,80  | 57,26   |